# سانگری، تبت
سانگری، تبت (به لاتین: Sangri) یک شهرک در جمهوری خلق چین است که در Sangri County واقع شده‌است. سانگری
- نفر جمعیت دارد.